# Julian von Toledo

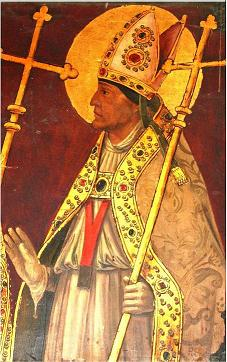
Julian von Toledo

Julian von Toledo (* um 642; † 6. März 690 in Toledo) war von 680 bis 690 Metropolit von Toledo (siehe die Liste der Erzbischöfe von Toledo). Er trat auch als Autor hervor.

## Leben
Über Julians Leben sind kaum zeitgenössische Zeugnisse bekannt. Abgesehen von wenigen autobiographischen Hinweisen stützt sich seine Biographie auf die Vita seu elogium, die Julians Nachfolger Felix von Toledo drei Jahre nach dessen Tod schrieb. Die Julian mit Wohlwollen schildernde Vita wird von Historikern als zuverlässig in den Fakten bewertet, wenn sie auch nur wenige Details mitteilt. So schweigt sie über Julians Aussehen, seine Eltern und die gesellschaftliche Stellung der Familie. Dem Faktengerüst seiner Biographie abträglich war zudem, dass Julian bis zur historischen Grundlagenarbeit des 18. Jahrhunderts häufig mit dem ebenfalls aus Toledo stammenden Autor Julianus Pomerinus in eins gesetzt wurde.
Julian wurde vermutlich als Sohn einer judenchristlichen Familie in Toledo geboren, was sich aus der Angabe der Mozarabischen Chronik schließen lässt, Julian sei „ex traduce Judaeorum“. Zudem behauptete Julian selbst, schon entfernte Vorfahren von ihm hätten sich von der jüdischen Religion entfernt. Auch dass über seine Herkunft in den Quellen geschwiegen wird und dass die Prosopographie des Westgotenreichs ergab, viele konvertierte Juden seien Kleriker geworden, wird für diese These angeführt. Dagegen wenden einige Historiker ein, dass die Continuatio in Manchem unzuverlässig sei und für eine so hohe Position wie die von Julian erreichte zu dieser Zeit keine unmittelbare jüdische Herkunft mehr zugelassen worden sei. Manche sehen sogar Julian selbst als Converso. Zu dieser Zeit war Toledo Hauptstadt des Reiches der Westgoten.
Tag, Monat und Jahr der Geburt Julians sind nicht überliefert; im Allgemeinen wird als Geburtsjahr 642 angegeben, aber auch die Jahre 640, 644 und 654 werden genannt. Er soll aus dem Zentrum Toledos stammen und in der dortigen Kathedralkirche getauft worden sein; statt eines germanischen Namens erhielt er einen romanischen. Diese Taufe sieht Tommaso Stancati als Zeichen dafür, dass Julian aus einer seit alters her ortsansässige Familie der städtischen Nobilität mit Verbindungen zum Bischof stammte. Auch sein Aufstieg zum wichtigsten Kirchenmann Spaniens spreche dafür, dass Julians Familie dem hispanisch-romanischen Adel angehörte. Es ist gesichert, dass Julian einige Jahre an der Domschule Toledos unter dem Metropoliten Eugenius II. von Toledo ausgebildet wurde. Auch Ildefons von Toledo war ein Lehrer Julians, bevor er selbst an der Kathedralschule unterrichtete. Tommaso Stancati geht davon aus, dass Julian wohl wegen des Wohlstands seiner Eltern bereits als Kind Oblat der Kathedrale geworden war. Julian wurde später Diakon und Presbyter in Toledo.
Am 29. Januar 680 wurde Julian Metropolit von Toledo. Im Oktober desselben Jahres wurde König Wamba durch eine Hofintrige gestürzt; Julian vollzog die Königssalbung von Wambas Gegner und Nachfolger Erwig. Während Wambas Regierung war Julian zumindest zeitweise ein Anhänger dieses Königs gewesen, doch wird in der neueren Forschung vermutet, dass er den Staatsstreich Erwigs begrüßt und sogar aktiv unterstützt hat. In seiner Amtszeit saß Julian zwischen 681 und 688 dem 12., 13., 14. und 15. Konzil von Toledo vor; außer dem 14., einer Provinzialsynode, waren dies Reichskonzilien. Das 12. Konzil von Toledo billigte die Machtergreifung Erwigs und wies dem Metropoliten von Toledo einen Vorrang gegenüber den anderen Metropoliten, d. h. faktisch die überragende Stellung eines Primas des Reichs zu. An der judenfeindlichen Gesetzgebung Erwigs war Julian wohl maßgeblich beteiligt.

## Werk
Bedeutend war Julian auch als Schriftsteller. Er akzeptierte zwar kirchenpolitisch die Ablehnung des Monotheletismus im Konzil von Konstantinopel von 680/681, verfasste allerdings eine nicht mehr erhaltene Stellungnahme zu den Beschlüssen des Konzils. Als Papst Benedikt II. sich seinerseits kritisch gegen die in dieser Stellungnahme geäußerten These, dass in Gott sich der Wille den Willen gezeugt habe, äußerte, verfasste er die Schrift Apologeticum de tribus capitulis, um seine Rechtgläubigkeit zu beweisen. Seine übrigen Werke hatten eine nicht unerhebliche theologische und geistesgeschichtliche Bedeutung. Mit seinem Werk Antikeimena bzw. Anticemenon nahm er bei der Auslegung der Bibel die Methodik der Scholastik vorweg. Mit seinem Prognosticon futuri saeculi bzw. Liber prognosticorum unternahm er den ersten Versuch einer umfassenden systematisch angelegten Eschatologie in der christlichen Literatur.
Als Geschichtsschreiber betätigte er sich mit seiner Historia Wambae regis („Geschichte König Wambas“), in der er Wamba als vorbildlichen christlichen Herrscher verherrlichte. Dieses Werk ist eine wertvolle Geschichtsquelle aus einer ansonsten quellenarmen Zeit. Julian betonte das Gottesgnadentum des Herrschers und die sich daraus ergebende Treuepflicht; Untreue gegenüber dem König war für ihn zugleich Untreue gegenüber Gott. Verachtungsvoll äußerte er sich über die „Gallier“ (Romanen in Septimanien), deren er schlechte Charaktereigenschaften unterstellte. Insbesondere verübelte er ihnen ein positives Verhältnis zu den Juden, gegen die er sich – ungeachtet seiner eigenen jüdischen Abstammung – mit großer Schärfe wandte.

## Übersetzungen
- The Story of Wamba: Julian of Toledo’s „Historia Wambae Regis“. Übersetzt von Joaquin Martinez Pizarro. Washington, D.C. 2005.
- Prognosticum futuri saeculi = Foreknowledge of the world to come (= Ancient Christian writers. Nr. 63). Hrsg., übersetzt und eingeleitet von Tommaso Stancati. The Paulist Press/The Newman Press, New York 2010.